# スコット・ボラス
スコット・ボラス（Scott Boras、1952年11月2日 - ）は、アメリカ合衆国カリフォルニア州サクラメント出身のスポーツ・エージェント。主に、メジャーリーグを中心に手がけ、多くの高額契約を締結してきた事で知られる。

## 経歴
ボラスはシカゴ・カブス、およびセントルイス・カージナルス傘下のマイナーリーグチームで主に二塁手・三塁手としてプレーしていた経験がある。1976年にはフロリダ・ステートリーグのオールスターにも選ばれたが、結局メジャーリーグには昇格できず（AA以下）、4年の現役生活の後、膝の悪化を理由に引退（3度に渡って手術を受けている）。マイナー通算成績は371試合出場、打率.288、5本塁打、79打点。パシフィック大学マックジョージ法科大学院にカブスの援助で進学し、医学訴訟を専攻。工業薬理学の博士号も取得。その後医療過誤に特化したシカゴの法律事務所に勤め、かつての同僚がメジャーリーグに昇格する際に代理人を依頼してきた事を契機にスポーツ・エージェントとしてのキャリアをスタートさせる。最初の巨額契約となったのは元同僚のビル・コーディルが1985年にトロント・ブルージェイズと結んだ750万ドルの5年契約だった（コーディルはその後3年で肩部関節炎のために31歳で引退）。

## 現在
ボラスはスコット・ボラス・コーポレーションを運営しており、元メジャーリーガーを雇い、アジアやラテンアメリカへスカウトとして派遣している。彼のオフィスは3階建てで、10のサテライト・ラジオ受信機、32のテレビ受信機、43の机、50のコンピューターと70の薄型テレビが置かれており、キッチン、洗濯室、ジム、シャワー、5つのテレビラウンジと15フィートの人工の滝と火口が口を開け、バーベキューもできる。フロリダのネープルスにも別室を2つのスイートルームをレンタルしている。従業員数は大体45人で、職種は会計、弁護士から選手のケアを行う個人トレーナー、スポーツ心理学者（この分野での権威、ハービー・ドーフマン）まで幅広い。ボラスはとにかく情報を重視しており、各選手毎にデータをまとめたファイルを作っている。中でもアレックス・ロドリゲスの移籍の話が出た際には80ページに渡る資料をまとめあげた（特にこの資料はMLB史上に残る巨額契約を支えた歴史的価値があるものとして野球殿堂に寄贈されている）。またシーズン中は30分に一度はクライアントの成績をリアルタイムで受け取っており、従業員の中には毎日スポーツの試合を全て観てその結果をボラスに伝えるだけの役割のものまでいる。
クライアントには多くの有名メジャーリーガーがおり、アレックス・ロドリゲス、ノマー・ガルシアパーラ、グレッグ・マダックスらが含まれる。契約代行に際してボラスは締結した年俸の5%の手数料を取っている。高額な請求を出す事で既に有名となっているボラスは自身の名前が選手のマーケティングで表面上に出るのを避けるために別会社、インパクト・マーケティングを設立している。
松坂大輔のエージェント業務を手がけるため、そして今後の日本からメジャーへ渡る選手からの依頼を請ける為に東京にも事務所を構えて活動している。
2009年4月9日に交通事故で亡くなったロサンゼルス・エンゼルスのニック・エイデンハートの代理人でもあり、記者会見では大粒の涙を流した。

## 契約における業績
最初に手がけた依頼人の内の一人、1983年のMLBドラフト全体1位指名のティム・ベルチャーは、ボラスのアドバイスに従い、ミネソタ・ツインズが出した前年の全体1位指名のショーン・ダンストンと同額の10万ドルを1965年のリック・マンデイからあまり額が上がっていないことを理由に拒否。15万ドルのボーナス契約を要求した。この事がきっかけとなり1990年代以降ドラフトで数百万ドルのボーナス契約を要求する事が慣例となった。

1991年のドラフトでニューヨーク・ヤンキース1巡目、全体1位で指名された高校生左腕のブリエン・テイラーはボラスのアドバイスに従い「契約しなければ進学する」と発言し、ボラスは120万ドルの契約金クラークを含めてを要求した。これに対して当時職務停止処分を受けていたヤンキースのオーナージョージ・スタインブレナーがメディアを使って金額度外視で契約するように球団に圧力をかけたこともあり、進学予定の短大が始まる前日に当初の設定金額を上回る155万ドルのボーナス契約を結んだ。
この金額は前年の全体1位指名選手の高校生遊撃手であるチッパー・ジョーンズのボーナスの5倍を大きく上回り（ジョーンズの契約金は27.5万ドル）、テイラーは史上初の契約金が100万ドルを超えた新人選手となった。
テイラーは怪我もあってメジャーに一度も昇格することなく2000年に現役を引退したが、ボラスは「テイラーは今でも私が見た中で最高の高校生投手である」とテイラー引退後の2006年に語っている 。
1996年6月のMLBドラフトではマット・ホワイト、トラビス・リー、ジョン・パターソン、ボビー・シーエイの1巡目指名4選手が実はフリーエージェントの権利を取れるという規則上の抜け穴を見つけ出し、ホワイトはタンパベイ・デビルレイズと新人選手としては史上最高額となる1020万ドル、シーエイは同じくデビルレイズと300万ドルの契約を結んだ。
1997年にはニューヨーク・メッツが1巡目（全体6位）指名予定だったリック・アンキールを代理人がボラスであった事から見送っている（アンキールはその後2巡目（全体72位）でセントルイス・カージナルスに指名された）。
もう一人のクライアント、J.D.ドリューは当初指名を予定していたチームと契約できず、ボラスは次の候補としてフィラデルフィア・フィリーズに目をつけた。ボラスはチームに対して1,100万ドルの要求をしたがこれは結局蹴られ（フィリーズの提案は300万ドル）、ドリューは独立リーグで1年間のプレーを余儀なくされた。次のシーズン、ボラスは独立リーグでの経験からドリューがフリーエージェントであると主張したが認められず、ドラフトにてセントルイス・カージナルスと800万ドルの契約を結んでいる。
2004年にはドリューの弟であるスティーブン・ドリューとジェレッド・ウィーバーがクライアントとなったが、ドラフトでの契約でもめて2005年へ持ち越しになる寸前まで締結できなかったため、この年はプロとしてのキャリアをスタートできなかった。
ドラフトではないものの、2006年のポスティングシステムによる松坂大輔のボストン・レッドソックスへの入団交渉においても、同チームオーナーであるヘンリーの自家用機で交渉が行われていたが、交渉期限10分前になってもチーム側提示額とボラス側の要求額には開きがあり（6年5500万ドルを要求していた）交渉期限3分前で松坂自身から「金額よりも入団が先」とボラスにストップをかけギリギリで交渉成立となった。
2007年は松坂の契約を交渉の引き合いに出し、ワシントン・ナショナルズからドラフト指名されたスティーブン・ストラスバーグの入団交渉で当時の史上最高額である総額5000万ドルを要求した。

## 周囲からの批判
ボラスはよくクライアントが望む以上の額の契約を結ぶという事でチームの出費高騰を懸念するファンの間で非難を呼んでいる。特にシアトルのファンの間では金でアレックス・ロドリゲスをテキサスへ持ち去った男として評判が悪い。また高額契約のみに執着しているため、勝てるチーム・家族のそばに住むといった金額に表れない要素はおろそかにされる事が多い。ニューヨーク・デイリーのコラムニスト、ビル・マッデンはボラス批判の急先鋒で、デビルレイズで2003年には145試合に出ていたトラビス・リーが2004年には高額提示をして移籍したヤンキースで試合にすら出られない状態になっていると指摘する。
また、依頼人であったマット・ハリントンのように、契約金120万ドルを拒否してより好条件での契約提示を待って独立リーグでプレーさせているうちに価値が暴落し、契約金ゼロでマイナー契約するに至った例も存在する。

## 巨額契約
- 1998年
  - バーニー・ウィリアムズ - ニューヨーク・ヤンキースと8750万ドルの7年契約[8]。
  - グレッグ・マダックス - アトランタ・ブレーブスと5750万ドルの5年契約
  - ケビン・ブラウン - ロサンゼルス・ドジャースと1億500万ドルの7年契約（MLB史上初の総額1億ドル越えの契約）
  - モー・ボーン - アナハイム・エンゼルスと8000万ドルの6年契約
- 2000年
  - アレックス・ロドリゲス - テキサス・レンジャースと2億5200万ドルの10年契約（当時の北米プロスポーツ史上最高額の契約）
  - ダレン・ドライフォート - ロサンゼルス・ドジャースと5500万ドルの5年契約
- 2001年
  - アンドリュー・ジョーンズ - アトランタ・ブレーブスと7500万ドルの6年契約
  - バリー・ボンズ - サンフランシスコ・ジャイアンツと9000万ドルの5年契約
- 2002年
  - 朴賛浩 - テキサス・レンジャースと6500万ドルの5年契約
- 2004年
  - カルロス・ベルトラン - ニューヨーク・メッツと1億1900万ドルの7年契約
  - マグリオ・オルドニェス - デトロイト・タイガースと7500万ドルの5年契約
- 2005年
  - ジョニー・デイモン - ニューヨーク・ヤンキースと5200万ドルの4年契約
  - ケビン・ミルウッド - テキサス・レンジャーズと6000万ドルの5年契約
- 2006年
  - バリー・ジト - サンフランシスコ・ジャイアンツと1億2600万ドルの7年契約
  - J.D.ドリュー - ボストン・レッドソックスと7000万ドルの5年契約
  - 松坂大輔 - ボストン・レッドソックスと5200万ドルの6年契約
- 2008年
  - ミゲル・カブレラ - デトロイト・タイガースと1億5230万ドルの8年契約
  - マーク・テシェイラ - ニューヨーク・ヤンキースと1億8000万ドルの8年契約
  - デレク・ロウ - アトランタ・ブレーブスと6000万ドルの4年契約
- 2009年
  - マット・ホリデイ - セントルイス・カージナルスと1億2000万ドルの7年契約
- 2010年
  - スティーブン・ストラスバーグ - ワシントン・ナショナルズと1510万ドルの4年契約（MLBドラフト史上最高額の契約）
  - ジェイソン・ワース - ワシントン・ナショナルズと1億2600万ドルの7年契約
- 2011年
  - カルロス・ゴンザレス - コロラド・ロッキーズと8400万ドルの7年契約
  - ジェレッド・ウィーバー - ロサンゼルス・エンゼルス・オブ・アナハイムと8500万ドルの5年契約
  - エイドリアン・ベルトレ - テキサス・レンジャーズと8000万ドルの5年契約
- 2012年
  - プリンス・フィルダー - デトロイト・タイガースと2億1400万ドルの9年契約（当時のMLB史上4位の大型契約）
- 2013年
  - エルビス・アンドラス - テキサス・レンジャーズと1億2000万ドルの8年契約
  - ジャコビー・エルズベリー - ニューヨーク・ヤンキースと1億5300万ドルの7年契約（外野手として当時のMLB史上最高額の契約）
  - 秋信守 - テキサス・レンジャーズと1億3000万ドルの7年契約
- 2015年
  - マックス・シャーザー - ワシントン・ナショナルズと2億1000万ドルの7年契約
- 2016年
  - 陳偉殷 - マイアミ・マーリンズと8000万ドルの5年契約
  - クリス・デービス - ボルチモア・オリオールズと1億6100万ドルの7年契約
  - イアン・ケネディ - カンザスシティ・ロイヤルズと7000万ドルの5年契約
  - スティーブン・ストラスバーグ - ワシントン・ナショナルズと1億7500万ドルの7年契約
- 2018年
  - エリック・ホズマー - サンディエゴ・パドレスと1億4400万ドルの8年契約
  - J.D.マルティネス - ボストン・レッドソックスと1億1000万ドルの5年契約
- 2019年
  - ブライス・ハーパー - フィラデルフィア・フィリーズと3億3000万ドルの13年契約（当時の北米プロスポーツ史上最高額の契約）
  - スティーブン・ストラスバーグ - ワシントン・ナショナルズと2億4500万ドルの7年契約
  - アンソニー・レンドン - ロサンゼルス・エンゼルスと2億4500万ドルの7年契約
  - ゲリット・コール - ニューヨーク・ヤンキースと3億2400万ドルの9年契約
  - 柳賢振 - トロント・ブルージェイズと8000万ドルの4年契約
- 2021年
  - コーリー・シーガー - テキサス・レンジャーズと3億2500万ドルの10年契約
- 2022年
  - ザンダー・ボガーツ - サンディエゴ・パドレスと2億8000万ドルの11年契約
  - 吉田正尚 - ボストン・レッドソックスと9000万ドルの5年契約
  - クリス・ブライアント - コロラド・ロッキーズと1億8200万ドルの7年契約
- 2024年
  - コディ・ベリンジャー - シカゴ・カブスと8000万ドルの3年契約

## 主なクライアント

### MLB現役選手
- フランシスコ・ロドリゲス
- ロビンソン・カノ（2013年まで）
- ジャコビー・エルズベリー
- マイケル・ボーン
- 秋信守
- ライアン・マドソン（2013年まで）
- ケンドリス・モラレス（2015年まで）
- クリス・デービス
- エドウィン・ジャクソン
- マックス・シャーザー
- マット・ホリデイ
- カルロス・ゴンザレス
- イアン・ケネディ
- ダニー・エスピノーザ
- オースティン・ジャクソン
- ペドロ・アルバレス
- エバース・カブレラ
- エルビス・アンドラス
- マット・ウィータース
- ジェイク・アリエータ
- スティーブン・ストラスバーグ
- エリック・ホズマー
- マイク・ムスタカス
- デズモンド・ジェニングス
- J.D.マルティネス
- ダスティン・アクリー
- ザック・ブリットン
- ブライス・ハーパー
- アンソニー・レンドン
- マット・ハービー
- ゲリット・コール
- ホセ・アルトゥーベ
- 柳賢振
- ジェームズ・パクストン
- ジャッキー・ブラッドリー・ジュニア
- ザンダー・ボガーツ
- 陳偉殷
- ジョーイ・ギャロ
- ザック・デイビーズ
- マイケル・コンフォルト
- クリス・ブライアント
- アディソン・ラッセル
- コーリー・シーガー
- コディ・ベリンジャー
- リース・ホスキンス
- マット・チャップマン
- フアン・ソト
- ダラス・カイケル
- 菊池雄星
- 吉田正尚
- 藤浪晋太郎
- 前田健太

### 海外選手
- 中島裕之
- カーター・スチュワート
- ダヤン・ビシエド
- アレックス・ゲレーロ
- 陽耀勲
- 尹錫珉
- ダスティン・ニッパート
- ジェイアー・ジャージェンス
- クリスチャン・ベタンコート
- ホセ・バルベルデ
- ドモニク・ブラウン

### 引退選手
- ダレン・ドライフォート
- モー・ボーン
- ケビン・ブラウン
- バリー・ボンズ
- カルロス・ゴメス
- ジェレミー・ヘリクソン
- ケニー・ロジャース
- グレッグ・マダックス
- バーニー・ウィリアムズ
- アレックス・ロドリゲス
- ギャレット・アンダーソン
- エリック・ガニエ
- マグリオ・オルドニェス
- ジェイソン・バリテック
- イバン・ロドリゲス
- 朴賛浩
- J.D.ドリュー
- ケビン・ミルウッド
- デレク・ロウ
- ジョニー・デイモン
- ライアン・スピルボーグス
- マニー・ラミレス（2011年まで）
- カルロス・ペーニャ
- ブルース・チェン
- バリー・ジト
- トミー・ハンソン（2015年に死去）
- アンドリュー・ジョーンズ
- プリンス・フィルダー
- マーク・テシェイラ（2011年まで）
- ホセ・フェルナンデス（2016年に死去）
- ジェレッド・ウィーバー
- カルロス・ベルトラン（2011年まで）
- ジェイソン・ワース
- カイル・ローシュ
- ルーク・ホッチェバー
- スティーブン・ドリュー
- エイドリアン・ベルトレ
- 金炳賢
- 鳥谷敬
- 増井浩俊

## 人物
2人の息子も野球選手であり、長男シェーンが2008年のMLBドラフトでカージナルスから35巡目で指名された（入団せず南カリフォルニア大学に進学）。また、次男トレントもMLBドラフトでミルウォーキー・ブルワーズから30巡目で指名された。